# 詹姆斯·伊根·霍爾姆斯
詹姆斯·伊根·霍爾姆斯（1987年12月13日—），是一位美國罪犯。他被指控為2012年7月20日，在科羅拉多州奧羅拉世紀電影院發生的槍擊案主嫌，該案造成12死58傷。
枪手是當時24岁的白人男子詹姆斯·伊根·霍尔姆斯（James Eagan Holmes）（生于1987年12月13日），在加州聖地牙哥长大。据邻居说，他们家在当地的长老教会十分活跃。他于2006年在聖地牙哥的托里高地社区Westview高中毕业，在那里他喜欢踢足球和越野跑。2010年，他在加州大學河濱分校获得了神经科学最高荣誉学士学位。他还是几个荣誉协会的成员，包括PhBK學生聯誼社和金钥匙国际荣誉协会。大學畢業後他沒找到全職工作，於是在住家附近的麥當勞打工，他的鄰居說他看起來情緒低落很消沉。之後霍尔姆斯在科罗拉多州丹佛大学攻读神经科学博士学位。2012年，他的学习成绩下降，在春季综合考试表现不佳，雖然大学不打算将他开除，然而他自己选择退学。他本人先前除了一次因为超速駕駛而受罚之外，没有其他任何犯罪纪录。有關他的審判從2015年4月27日開始， 並且在8月24日判決他12個無期徒刑，刑期高達3318年不可假釋。

## 個人生活
霍爾姆斯生於1987年12月13日加利福尼亚州的聖地牙哥。他的父親是一位數學及科學家，在史丹佛大學，加利福尼亚大学洛杉矶分校及加利福尼亞大學柏克萊分校取得學位。他的母親是一位護理師。霍爾姆斯有一個妹妹。霍爾姆斯成長於一個接近卡斯特羅維爾 (加利福尼亞州)的奧克丘陵社區，他在那兒上小學。在他12歲時，他搬回到聖地牙哥。他住在相鄰蘭喬小懸崖的地方，報告指出，他在那兒開始怯於社交。他去上西景高中，並於2006年畢業。
霍爾姆斯在高中時，從事足球和越野跑運動。據信義宗牧師所言，他和其家人參與信義宗小懸崖(Peñasquitos)教堂的活動。霍爾姆斯的律師丹尼爾·金提到霍爾姆斯在中學時開始產生心理建康的問題，並在11歲時曾自殺。
據霍爾姆斯所言，在孩童時期，他害怕一種他稱為"釘鬼"(Nail Ghosts)會在夜晚敲打牆壁的東西。霍爾姆斯在見精神科醫師芬頓(Lynne Fenton)前，見過社工瑪格麗特·羅絲(Margaret Roth)一面。 霍爾姆斯是沮喪的並且著迷於殺戮超過十年。
在奧羅拉，霍爾姆斯和其他學習健教的學生住在巴黎大道上的單臥室公寓。在租屋期間，他形容自己是"安靜且好相處"，並且在線上約會個人簡介裡，霍爾姆斯認為自己是不可知论。他留下一些電子足跡，例如大學的電子信箱地址，老舊的Myspace照片，以及在Match.com和Adult FriendFinder,的簡介,也有在徵材網站Monster.com的履歷。根據少數的來源，據說霍爾姆斯有買春並且在网络论坛留下評價。
在2011年10月，霍爾姆斯開始跟他生物課的同學約會。他們的關係持續了大約兩個月，結束是因為覺得疏遠並且在圣帕特里克节的約會上遇到另一個與她談話的男人。據她所言，霍爾姆斯很愛說地獄哏笑話，這令其它人感到不舒服，並且覺得他想要殺人。儘管沒有把他的主張當一回事，她還是嘗試尋求專業的協助。他們在2012年1月初恢復關係，但是再一次結束於二月。霍爾姆斯說精神科醫生宣稱他們減緩了他的暴力和沮喪。

## 學經歷
2006年，霍爾姆斯是索尔克研究所的實習生，他被指派寫實驗所需的程式碼。他被他的指導者描述成個性倔強，沉默寡言並且不善社交的，
在實習結束時向其他實習生交接他的專案，但從未完成。
霍爾姆斯把他大學時在索尔克研究所的經驗寫成應用論文："我有一些在程式設計的經驗，並且至少可以說工作對我而言是有挑戰性的。此外，我自學Flash程式設計並且建造了横断历史量測模型…完成專案並且在實習結束後報告我的模型，這是令我振奮的。"
2006年，他從聖地牙哥托里高地社區的西景高中畢業，
進入了加利福尼亞大學河濱分校(UCR)。2010年，他獲得了神经科学最高榮譽的理學士。霍爾姆斯過往是許多榮譽協會的成員，包括PhBK學生聯誼社和金钥匙国际荣誉协会。根據UCR寄給伊利诺伊大学厄巴纳-香槟分校(UIUC)的推薦信，他畢業成績平均積點是3.949，並且是班上前1%成績畢業。UCR的信也描述霍爾姆斯是一個非常有力的領導者，一個求學中活躍的角色並且在班上是很聰明和心態成熟的人。霍爾姆斯的成績百分之98來自非書面的部份，百分之94是可量化的部份，並且百分之45是解析筆試GRE的部份。
在2008年夏天，霍爾姆斯擔任格倫代爾夏令營的指導老師，指導7-14歲的兒童。他在那兒帶領10位孩童，並且沒有違紀問題。
2010年秋天，霍爾姆斯受雇於聖迭戈縣的製藥工廠。一位他的同事，在事後表示霍爾姆斯是不愛交際的，並且曾經在工作實驗室，發現他凝視黑牆並且不答話的奇怪行為。當他同事問他是否還好時，他只是看了一下，並且強顏歡笑。
2011年6月，霍爾姆斯入學位於奧羅拉的科羅拉多大學安舒茨醫學校區攻讀博士。根據國家衛生院的紀錄，2011年7月到2012年6月，支付給他$21,600美元的獎學金。霍爾姆斯也收到了從科罗拉多大学丹佛分校得到的$5,000美元津貼。雖然霍爾姆斯收到了UIUC的入學許可，那兒提供給他22,600美元的津貼和免學費，他卻沒特別的理由拒絕了。在UIUC對於霍爾姆斯申請書的複查者，因為霍爾姆斯在申請書附上他和大羊駝合照，而印像深刻。
在科羅拉多大學，2012年，霍爾姆斯在與他女朋友分手之後，向學校保建室尋求心理狀況的幫助。(因為他以精神錯亂做為無罪辨護，在審判期間，他的照顧者被允許在這方面作證)。社工是第一個知道他心理衛生狀況的專業人員，她寫道："他是我見過最焦慮的人，並且有强迫症的跡像，雖然我不認為他很危險，但是最讓人留意的是，他有殺人的念頭。"社工說因為他會呆滯很長一段時間才會回答，因此很難順利與他面談。霍爾姆斯告訴他們，他從沒傷害任何人，而且未來也不會。社工注意到他有很多奇怪的習慣；例如，當他離開面談時，他不會向你道謝跟道別或說一些其它寒暄的談話。
看過他的精神科醫師芬頓，在審判時作證，在她最後的看診時，她對於霍爾姆斯表達殺人意念，表示擔憂。在三個月期間，她總共看診過7次，兩次是男的精神科醫師。霍爾姆斯拒絕了他們的治療建議。2012年6月，在霍爾姆斯已經寄給她接受治療的電子郵件之後，她啟動了一個評估小組去幫忙她規劃治療霍爾姆斯。她列出特別的關注點，例如他長期存在關於儘可能大規模殺人的幻想，他不情願討論他這個計畫的任何細節，拒絕治療團隊告訴其它任何人，並且不清楚這件事何時將執行；她並不知道是否他總是這樣或這是他的新行為。她與他的母親商量，他母親說霍爾姆斯有長久的的社交問題。雖然醫學中心即使他不在保單範圍，仍然對他提供治療，他還是不去治療。他最後的診斷是類精神分裂型人格違常，排除了類思覺失調症和自閉症譜系。
在2012年，霍爾姆斯的學業表現下降，並且他在春天的綜合考試得到低分。大學並不打算開除他，不過霍爾姆斯還是辦理離校程序。2012年6月初，在大學關鍵的口試失敗3天後，霍爾姆斯沒有進一步說明理由就退學。在霍爾姆斯被逮捕時，他們認為他的職業是"勞工"。

## 奥罗拉枪击事件

### 背景
霍爾姆斯的辨護律師聲稱，他在奥罗拉枪击事件發生之前，已是安舒茨學生心理健康服務(Anschutz's Student Mental Health Services)醫療主任的精神病人。但是檢察官不同意這項宣告。辯護律師的動議發布四天後，法官要求將該紀錄註銷。CBS新聞隨後報導，霍爾姆斯在屠殺事件前，已經在科罗拉多大学系统看過至少3位心理衛生的專家。其中一位被告知霍爾姆斯有殺人的念頭，考慮強迫安置他在心理看護所，但是她相信霍爾姆斯是边缘性人格障碍並且託付給看護所只會激怒他，所以決定作罷。
其中一位霍爾姆斯的精神醫師懷疑，霍爾姆斯在槍擊事件之前就患有精神疾病，可能使他變得很危險。在悲劇發生前的一個月，芬頓醫師告訴大學校警，他有可能犯下殺人罪。屠殺發生的兩個星期前，霍爾姆斯向研究生發送文字訊息，詢問學生是否曾聽過心情惡劣型躁症，並警告學生離他遠一點，"因為他就會帶來壞消息"
洛杉磯時報一開始的報導，引述一位霍爾姆斯的同學，指出霍爾姆斯是超级英雄迷，並且也引述匿名的執法人員宣稱霍爾姆斯的公寓是"裝飾滿蝙蝠俠的相關用具"但是，之後的報導描述霍爾姆斯的公寓有一個蝙蝠俠面具但相當空曠。起訴霍爾姆斯的地方檢察官喬治·布勞克勒(George Brauchler)，在審判之後陳述，沒有證據指出霍爾姆斯是蝙蝠俠迷。